# Промисла
Промисла (на руски: Промысла) е селище от градски тип в Русия, разположено в Горнозаводски район, Пермски край. Населението му към 1 януари 2018 година е 398 души.